# Thorectes shankara
Thorectes shankara especie de coleóptero de la familia Geotrupidae.

## Distribución geográfica
Habita en Uttar Pradesh (India).